# Anibal Saldaña Santamaría
Anibal Saldaña Santamaría OAR (* 25. Januar 1958 in Puerto Armuelles) ist Prälat von Bocas del Toro.

## Leben
Anibal Saldaña Santamaría trat der Ordensgemeinschaft der Augustiner-Rekollekten bei, legte die Profess 1980 ab und empfing am 24. Oktober 1982 die Priesterweihe.
Papst Benedikt XVI. ernannte ihn am 1. Mai 2008 zum Prälaten von Bocas del Toro. Der Apostolische Nuntius in Panama, Giambattista Diquattro, spendete ihm am 21. Juni desselben Jahres die Bischofsweihe; Mitkonsekratoren waren José Agustín Ganuza García OAR, emeritierter Prälat von Bocas del Toro, und José Luis Lacunza Maestrojuán OAR, Bischof von David. Als Wahlspruch wählte er Tu sequere me.